# Fonteinkruiden-klasse
De fonteinkruiden-klasse (Potametea) is een klasse van syntaxa die watervegetatie omvat die typerend is voor open, gebufferde wateren die niet al te diep en ook niet te zout zijn. De begroeiingen uit deze klasse worden vooral door fonteinkruiden (Potamogeton spp.) gedomineerd, maar ook sterrenkroos (Callitriche spp.), krabbenscheer, waterviolier of waterplanten met grote drijfbladeren kunnen soms aspectbepalend zijn.

## Naamgeving en codering
| Potamogetonetea Klika in Klika & Novák 1941 |

- Syntaxoncode voor Nederland (rVvN): r05

De wetenschappelijke naam Potametea is afgeleid van de botanische naam van het geslacht fonteinkruid (Potamogeton), waarvan veel soorten een belangrijke rol spelen binnen de fonteinkruiden-klasse.

## Fysiognomie
De meeste gemeenschappen uit de fonteinkruiden-klasse worden fysiognomisch vooral gekarakteriseerd door het op de voorgrond treden van potamiden.

## Onderliggende syntaxa in Nederland en Vlaanderen
De fonteinkruiden-klasse wordt in Nederland en Vlaanderen vertegenwoordigd door drie orden.
- - orde van gesteelde zannichellia (Zannichellietalia pedicellatae)
    - verbond van gesteelde zannichellia (Zannichellion pedicellatae)
      - associatie van fijn hoornblad (Ceratophylletum submersi)
      - associatie van zilte waterranonkel (Ranunculetum baudotii)
      - associatie van groot nimfkruid (Najadetum marinae)

  - orde van fonteinkruiden (Nupharo-Potametalia)
    - waterlelie-verbond (Nymphaeion)
      - associatie van doorgroeid fonteinkruid (Ranunculo fluitantis-Potametum perfoliati)
      - associatie van glanzig fonteinkruid (Potametum lucentis)
      - associatie van witte waterlelie en gele plomp (Myriophyllo-Nupharetum)
      - watergentiaan-associatie (Potameto-Nymphoidetum)

    - kikkerbeet-verbond (Hydrocharition morsus-ranae)
      - krabbenscheer-associatie (Stratiotetum)
      - associatie van groot blaasjeskruid (Utricularietum vulgaris)

    - verbond van kleine fonteinkruiden (Parvopotamion)
      - associatie van klein fonteinkruid (Potametum berchtoldii)
      - associatie van paarbladig fonteinkruid (Groenlandietum)
      - associatie van stijve waterranonkel (Ranunculetum circinati)
      - associatie van stomp fonteinkruid (Potametum obtusifolii)
      - associatie van waterviolier en kransvederkruid (Myriophyllo verticillati-Hottonietum)

  - orde van haaksterrenkroos en grote waterranonkel (Callitricho-Potametalia)
    - verbond van grote waterranonkel (Ranunculion peltati)
      - associatie van waterviolier en sterrenkroos (Callitricho-Hottonietum)
      - associatie van klimopwaterranonkel (Ranunculetum hederacei)
      - associatie van teer vederkruid (Callitricho-Myriophylletum alterniflori)
      - associatie van vlottende waterranonkel (Callitricho hamulatae-Ranunculetum fluitantis)

- DG met parelvederkruid (DG Myriophyllum aquaticum-[Potametea/Phragmitetea])
- RG met schedefonteinkruid en gesteelde zannichellia (RG Potamogeton pectinatus-Zannichellia palustris subsp. pedicellata-[Zannichellietalia pedicellatae])
- RG met kikkerbeet (RG Hydrocharis morsus-ranae-[Hydrocharition morsus-ranae])
- RG met puntig fonteinkruid (RG Potamogeton mucronatus-[Parvopotamion])
- RG met brede waterpest (RG Elodea canadensis-[Parvopotamion])
- RG met haarfonteinkruid (RG Potamogeton trichoides-[Parvopotamion])
- RG met grof hoornblad (RG Ceratophyllum demersum-[Nupharo-Potametalia])
- RG met grote waterranonkel (RG Ranunculus peltatus-[Ranunculion peltati])
- RG met drijvende waterweegbree (RG Luronium natans-[Ranunculion peltati])
- RG met aarvederkruid (RG Myriophyllum spicatum-[Potametea])
- RG met gekroesd fonteinkruid (RG Potamogeton crispus-[Potametea])
- RG met zittende zannichellia (RG Zannichellia palustris subsp. palustris-[Potametea])
- RG met gewoon sterrenkroos (RG Callitriche platycarpa-[Potametea])
- RG met stomphoekig sterrenkroos (RG Callitriche obtusangula-[Potametea])
- RG met drijvend fonteinkruid (RG Potamogeton natans-[Potametea/Lemnetea])
- RG met gele plomp (RG Nuphar lutea-[Nymphaeion])

## Bedreigingen

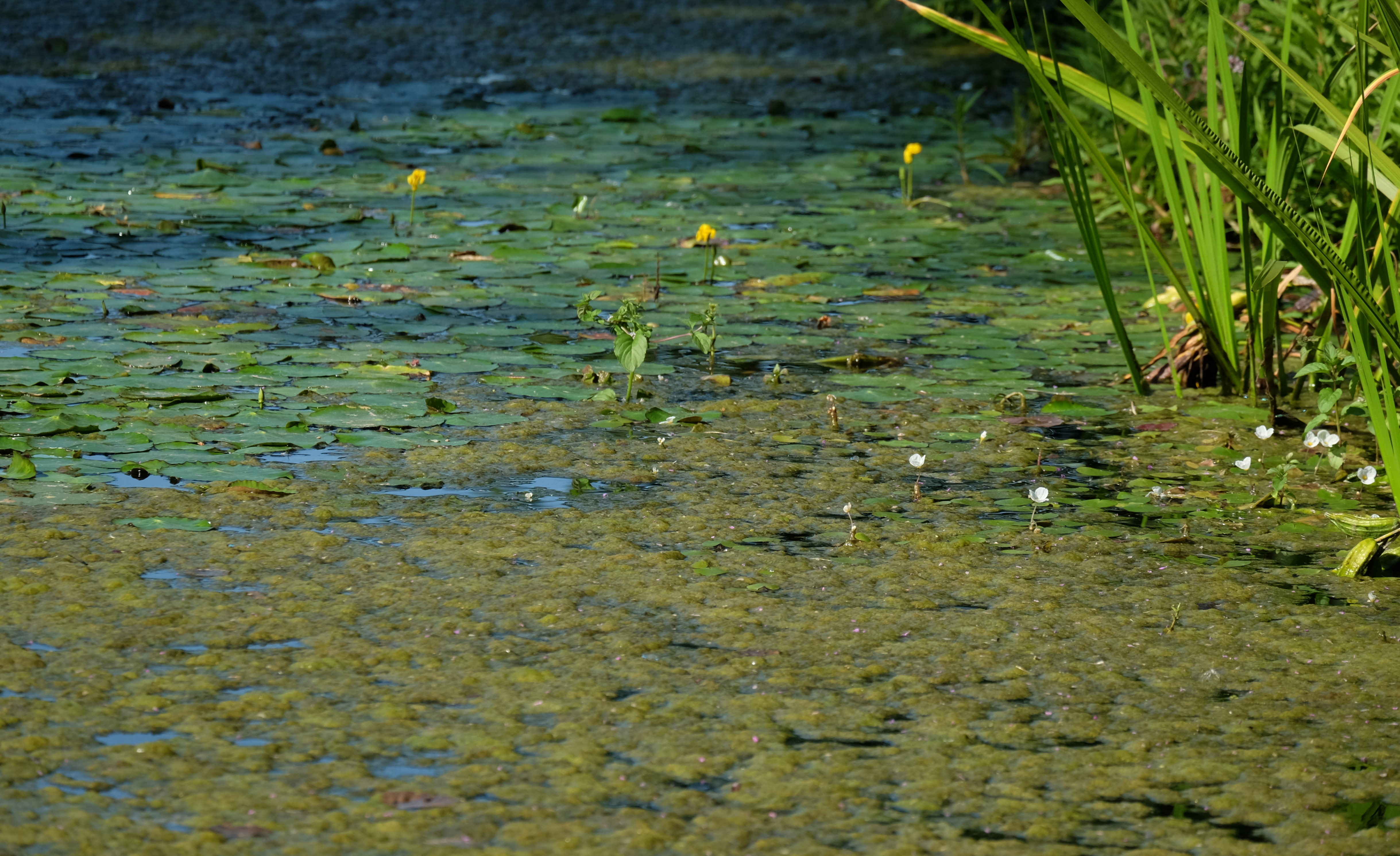
Door eutrofiëring kunnen gemeenschappen uit de fonteinkruiden-klasse floristisch sterk verarmen, zoals hier in een smal kanaal.

De belangrijkste bedreigingen voor de plantengemeenschappen uit de fonteinkruiden-klasse zijn eutrofiëring en watervervuiling.

## Verspreiding
De fonteinkruiden-klasse kent een kosmopolitische verspreiding, maar een duidelijk zwaartepunt in de gematigde streken. In het waterrijke Nederland komt de klasse in alle floradistricten voor, het zwaartepunt ligt hier in het fluviatiel district en laagveendistrict.

## Fotogalerij

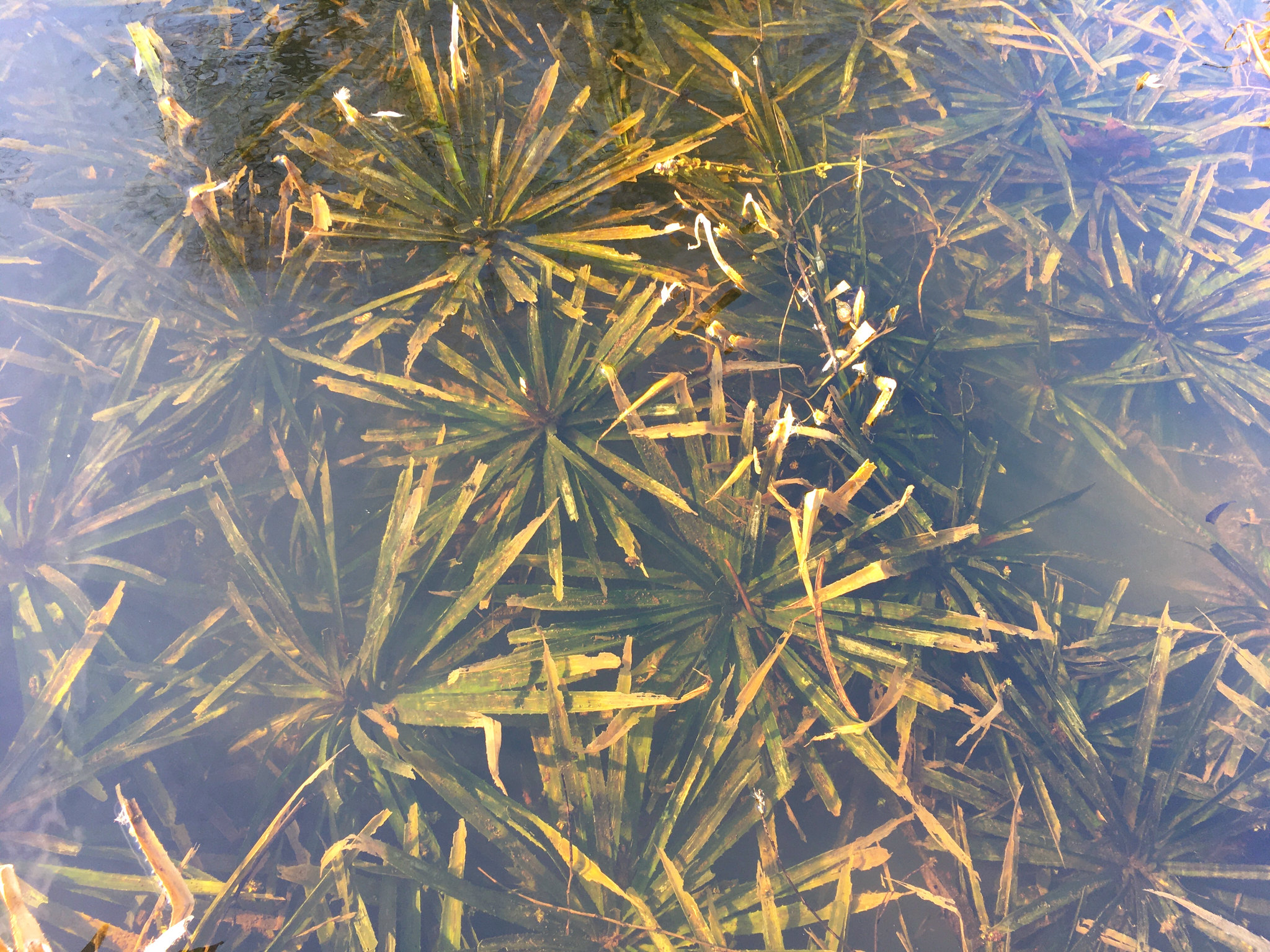
Krabbenscheer-associatie
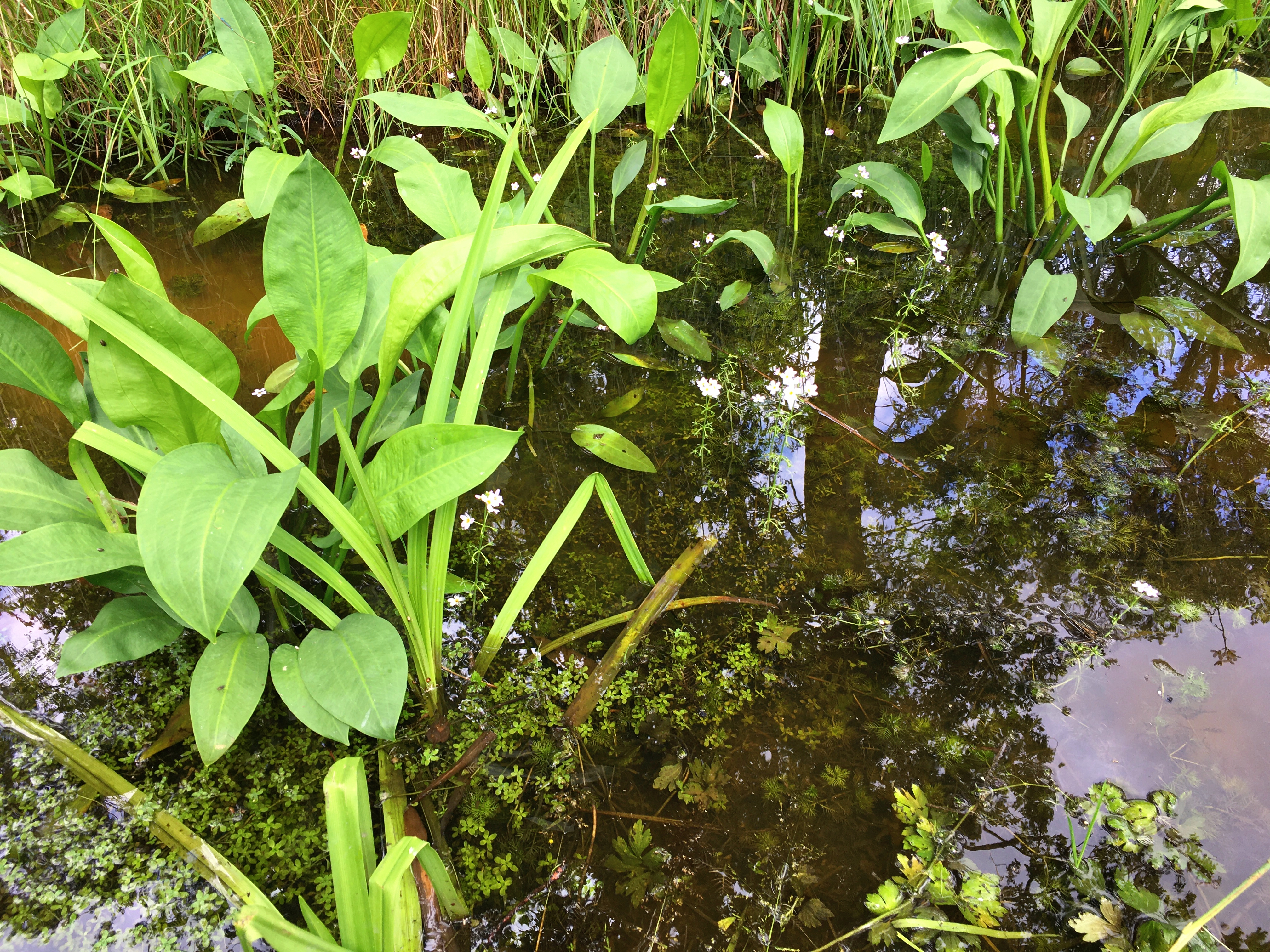
Associatie van waterviolier en sterrenkroos
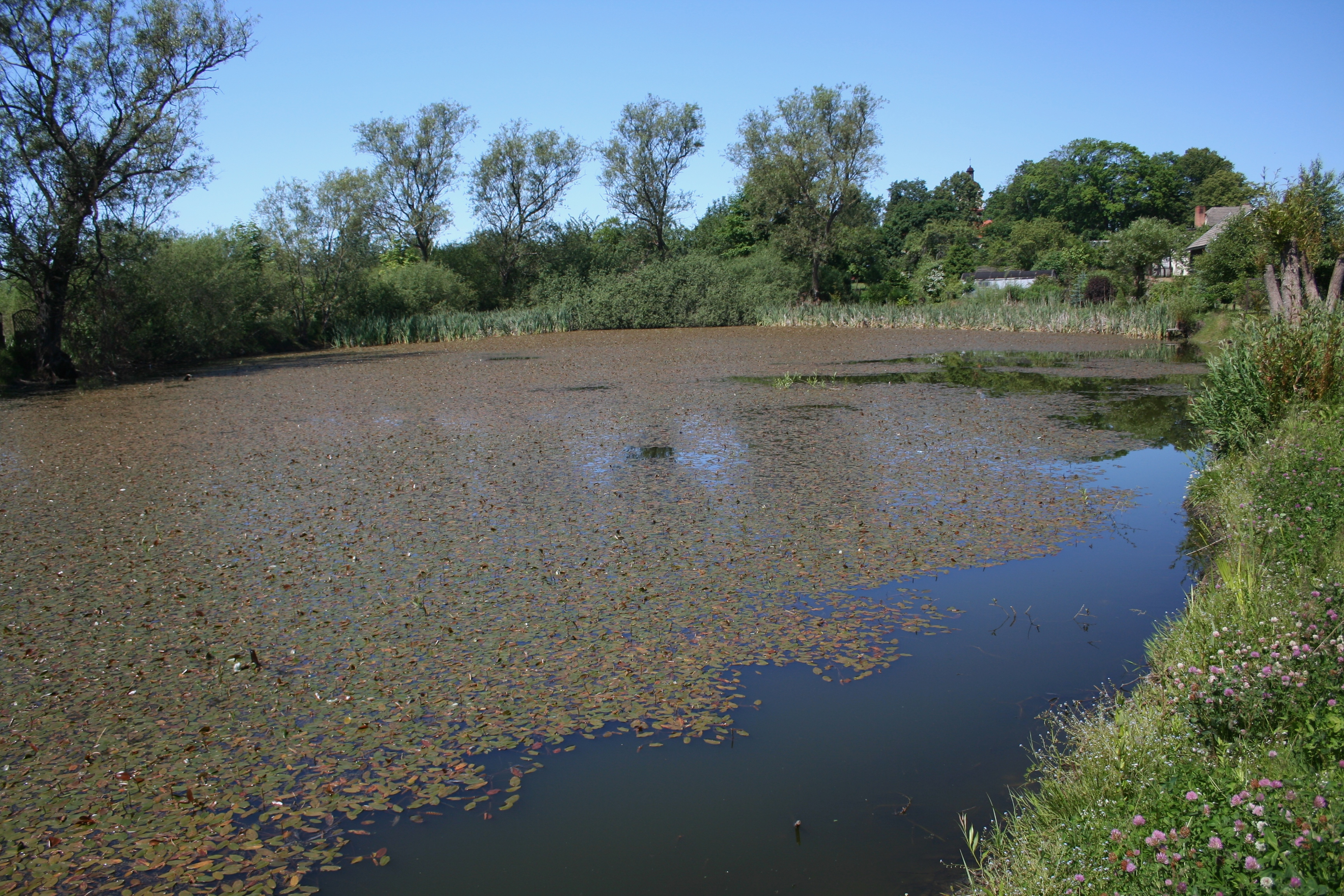
RG met drijvend fonteinkruid
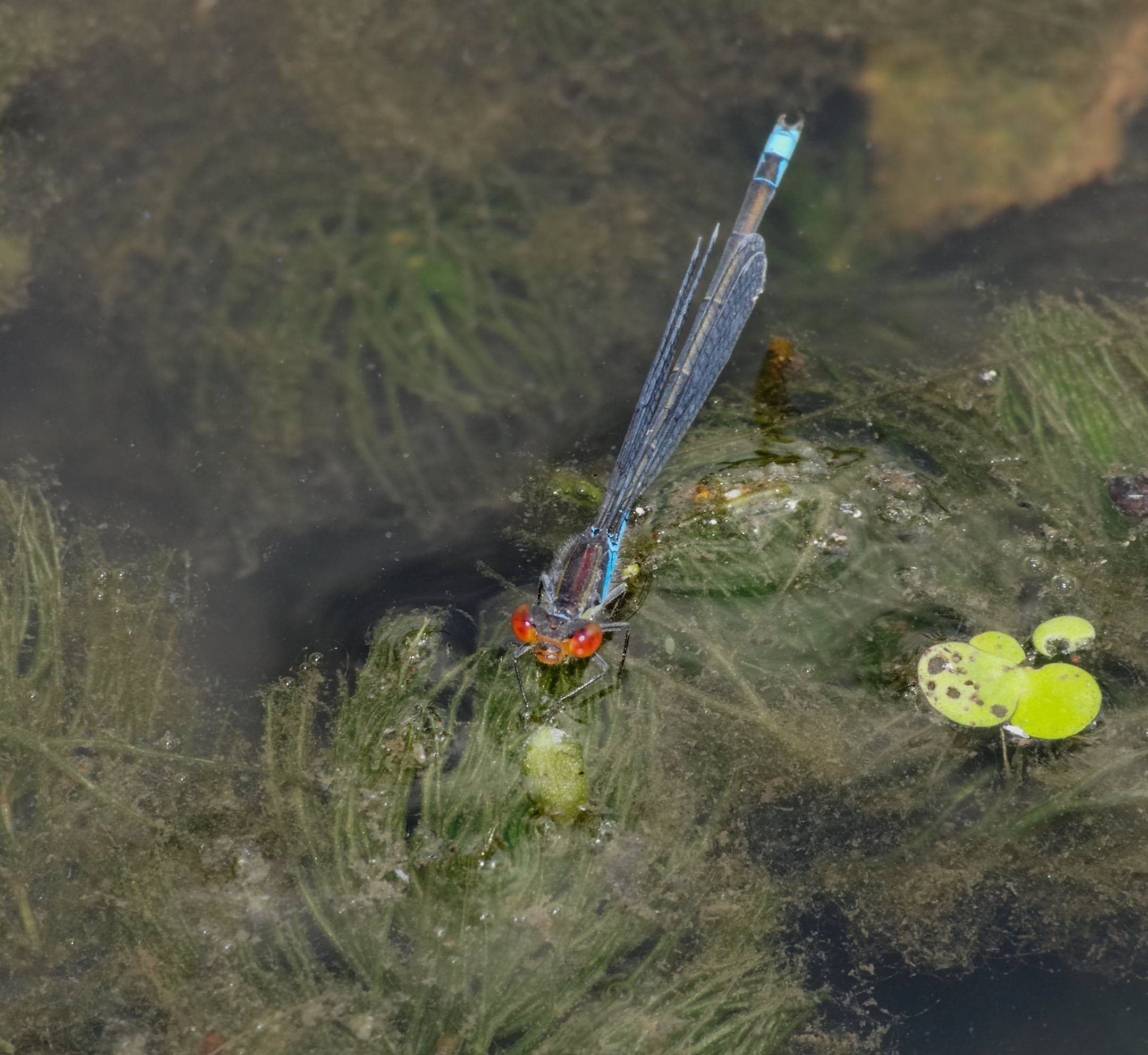
Een kleine roodoogjuffer op Potametea-vegetatie

01 Eendenkroos-klasse (Lemnetea) · 02 Ruppia-klasse (Ruppietea) · 03 Zeegras-klasse (Zosteretea) · 04 Kranswieren-klasse (Charetea) · 05 Fonteinkruiden-klasse (Potametea) · 06 Oeverkruid-klasse (Littorelletea) · 07 Klasse van bronbeekgemeenschappen (Montio-Cardaminetea) · 08 Riet-klasse (Phragmitetea) · 09 Klasse van kleine zeggen (Parvocaricetea) · 10 Klasse van hoogveenslenken (Scheuchzerietea) · 11 Klasse van hoogveenbulten en natte heiden (Oxycocco-Sphagnetea) · 12 Weegbree-klasse (Plantaginetea majoris) · 13 Klasse van pioniergraslanden op gruis- en steenbodems (Sedo-Scleranthetea) · 14 Klasse van droge graslanden op zandgrond (Koelerio-Corynephoretea) · 15 Klasse van kalkgraslanden (Festuco-Brometea) · 16 Klasse van matig voedselrijke graslanden (Molinio-Arrhenatheretea) · 17 Marjolein-klasse (Trifolio-Geranietea sanguinei) · 18 Klasse van gladde witbol en havikskruiden (Melampyro-Holcetea mollis) · 19 Klasse van heischrale graslanden (Nardetea) · 20 Klasse van droge heiden (Calluno-Ulicetea) · 21 Muurvaren-klasse (Asplenietea) · 22 Klasse van vloedmerkgemeenschappen op zeedijken en rolkeistranden (Honckenyo-Elymetea) · 23 Klasse van vloedmerkgemeenschappen op zand en slik (Cakiletea maritimae) · 24 Helm-klasse (Ammophiletea) · 25 Slijkgras-klasse (Spartinetea) · 26 Zeekraal-klasse (Thero-Salicornietea) · 27 Zeeaster-klasse (Asteretea tripolii) · 28 Zeevetmuur-klasse (Saginetea maritimae) · 29 Dwergbiezen-klasse (Isoeto-Nanojuncetea) · 30 Tandzaad-klasse (Bidentetea) · 31 Klasse van akkergemeenschappen (Stellarietea mediae) · 32 Klasse van ruderale gemeenschappen (Artemisietea vulgaris) · 33 Klasse van natte strooiselruigten (Convolvulo-Filipenduletea) · 34 Klasse van nitrofiele zomen (Galio-Urticetea) · 35 Klasse van kapvlaktegemeenschappen (Epilobietea angustifolii) · 36 Brummel-klasse (Lonicero-Rubetea plicati) · 37 Klasse van brem- en gaspeldoornstruwelen (Cytisetea scopario-striati) · 38 Klasse van kruipwilg- en duindoornstruwelen (Salicetea arenariae) · 39 Klasse van wilgenbroekstruwelen (Franguletea) · 40 Klasse van doornstruwelen (Rhamno-Prunetea) · 41 Klasse van wilgenvloedbossen en -struwelen (Salicetea purpureae) · 42 Klasse van elzenbroekbossen (Alnetea glutinosae) · 43 Klasse van berkenbroekbossen (Vaccinio-Betuletea pubescentis) · 44 Klasse van naaldbossen (Vaccinio-Piceetea) · 45 Klasse van eiken- en beukenbossen op voedselarme grond (Quercetea robori-petraeae) · 46 Klasse van eiken- en beukenbossen op voedselrijke grond (Querco-Fagetea) · 47 Klasse van (spat)watergemeenschappen (Hymenelio-Fontinalietea) · 48 Zeestippelkorst-klasse (Hydropunctarietea maurae) · 49 Klasse van stippelkorsten en achterlichtmossen (Verrucario-Schistidietea) · 50 Klasse van bisschopsmutsen en landkaartmossen (Racomitrio-Rhizocarpetea) · 51 Poederkorst-klasse (Chrysotrichetea chlorinae) · 52 Schorsmos-klasse (Hypogymnietea physodis) · 53 Klasse van haarmutsen en vingermossen (Orthotricho-Physcietea) · 54 Schriftmos-klasse (Arthonio-Lecidelletea) · 55 Boomspijkertjes-klasse (Calicio-Chrysotrichetea) · 56 Kringmos-klasse (Neckeretea complanatae) · 57 Klasse van vertakt bekermos en neptunusmos (Cladonio-Lepidozietea) · 58 Druppelkorst-klasse (Fellhaneretea) · 59 Klasse van purpersteeltje en ruig haarmos (Ceratodonto-Polytrichetea) · 60 Pluisjesmos-klasse (Dicranelletea heteromallae) · 61 Smaragdsteeltjes-klasse (Psoretea decipientis) · 62 Kruikmos-klasse (Splachnetea)